# Polyrhaphis confusa
Polyrhaphis confusa là một loài bọ cánh cứng trong họ Cerambycidae.